# 가와시마 요시유키
가와시마 요시유키(일본어: 川島義之, 1878년 5월 25일 ~ 1945년 9월 8일) 은 육군대장과 육군대신을 역임한 일본제국 육군의 군인이다.

## 약력
에히메현 출신으로 1898년 육군사관학교를 10기로 졸업하였다. 동기생으로는 훗날, 할힌골 전투 때 관동군 사령관이었던 우에다 겐키치(植田謙吉)가 있다.
1908년 육군대학 20기를 졸업하고, 작전자재정비회의 간사장, 육군성 인사국장, 근위 보병 제1사단장, 제19사단장, 제3사단장을 거쳤다.
이후 육군서열 제3위 자리인 교육총감부 본부장을 거쳐, 조선군 사령관, 군사참의관을 거쳤다. 1934년 대장으로 승진하였고, 1935년 육군대신에 취임하였다. 당시 육군내에서는 통제파와 황도파의 대립이 극심하였는데, 그는 어느 파벌에도 속하지 않아서 타협점으로 육군대신으로 선임될 수 있었다.
그는 황도파의 거두 마사키 진자부로(眞崎甚三郎)와 아주 친했지만, 무색무취한 인물이었기 때문에 양 파벌은 그를 자신의 꼭두각시로 만들려고 하였다.
그의 재임시절 2·26 사건이 발발하였고, 그는 이 쿠데타에 동조하는 듯한 고시문을 도쿄경비사령부에서 발표하였다. 그러나 쿠데타는 쇼와 천황의 반발로 실패로 끝났고, 그는 이러한 일련의 사건에 책임을 지고, 예편 처분되었다. 그 이후 별다른 일 없이 지내다가 종전 직후 사망하였다.
| 전임 하야시 센주로 | 일본 육군대신 1935년 9월 - 1936년 3월 | 후임 데라우치 히사이치 |